# Saitō Takao (Politiker)
Saitō Takao (jap. 斎藤 隆夫; * 13. September 1870 (jap. Kalender: Meiji 3/8/18) im Izushi-gun, Provinz Tajima (heute: Toyooka, Präfektur Hyōgo); † 7. Oktober 1949), war ein japanischer konservativer Politiker der frühen Shōwa-Zeit. Wegen seiner Kritik an der Politik der Gruppen um Konoe Fumimaro und des Militärs in China wurde er 1940 aus dem japanischen Parlament ausgeschlossen.

## Jugend und Ausbildung
Saitō Takao wurde als zweiter Sohn in eine Bauernfamilie im Landkreis Izushi (Provinz Tajima, heute: Teil Toyookas) geboren. Zunächst begann er eine Lehre bei einem Apotheker. Er fand einen beim Innenministerium (Naimu-shō) beschäftigten Unterstützer, der ihm ermöglichte ab 1891 an der Tōkyō Semmon Gakkō (Vorläufer der Waseda-Universität) zu studieren. Er war einer der 33 Kandidaten (von 1.500 angetretenen) die 1895 die Zulassungsprüfung zur Rechtsanwaltschaft bestanden. Trotz dieses Erfolgs empfand er bald die Notwendigkeit sich noch weiter zu bilden, weshalb er 1901 einen Aufnahmeantrag für die Universität Yale stellte. Als er sich dort aufhielt, wurde bei ihm Tuberkulose diagnostiziert, die auch durch drei Operationen nicht geheilt werden konnte. Er musste daraufhin 1904 die USA verlassen.
Verheiratet war er mit Kitamura Otoko. in den 1930er Jahren lebte er im Shinagawa-ku von Tokio.

## Politische Laufbahn

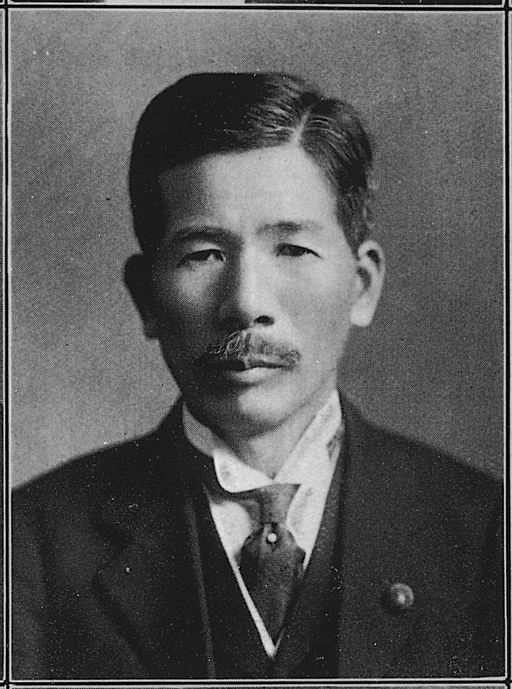
Saitō Takao

Im Alter von 43 Jahren wurde er für seine Heimat 1912 als Mitglied der Kokumintō („Volkspartei“) erstmals ins japanische Unterhaus gewählt. Mit Ausnahme der Wahlperiode 1919–23 wurde bis zu seinem Lebensende regelmäßig – insgesamt 13 Mal – wiedergewählt. Politisch war er, im Stil der während seiner Jugend vorherrschenden Ideologie des laissez-faire, sozialdarwinistisch ausgerichtet.
Bei der Internationalen Parlamentarischen Konferenz 1913 war er Delegierter.
Seit 1924 waren seine Unterstützer in Izushi jedoch auch in den örtlichen Jugendgruppen stark vertreten. zu dieser Zeit war er in der Kenseitō („Konstitutionelle Partei“). Er setzte sich für das lange umkämpfte allgemeine Wahlrecht ein, das, für Männer (beschlossen 1925) die Zahl der Wähler 1928 von 3,3 auf 12,5 Millionen erhöhte. Ab 1927 war er Mitglied der Rikken Minseitō. Zeitlebens blieb er ein Bewunderer des Meiji-Tennō, damit war er nach 1930 ein Konservativer, der die Interessen des Kleinbürgertums und der ländlichen Bevölkerung repräsentierte. Er war einer der wenigen Abgeordneten seiner Zeit, die keinen Stimmenkauf betrieben und sich nicht von den Wohlhabenden seines Bezirks finanziell fördern ließen.
Im Kabinett Hamaguchi Osachi (1929–31) und erneut in der 2. Amtszeit von Wakatsuki Reijirō, war er parlamentarischer Vize-Minister für Inneres. Nominell stand er im oberen fünften Hofrang.
Im Parlament eher zurückhaltend, hielt er einige wenige bedeutende Reden, die auch wegen ihrer rhetorischen Brillanz Beachtung fanden. Nach dem Putschversuch (Ni-Niroku Jiken) vom Februar 1936 hielt er die weitbeachtete Shukugun ni kansuru enzetsu („Über eine Kontrolle des Militärs“). Aufgrund dieser Rede wird er oft, wenig zutreffend, als anti-militaristisch (hangun) bezeichnet. Saitō war durchaus für ein starkes Militär, vorausgesetzt dies stünde unter ziviler Kontrolle.
1938 attackierte er den Entwurf des Kokka Sōdōin Hōan, das es der Regierung erlaubte, ohne das Parlament zu regieren.

### 1940
Im Jahr 1940 kosteten die Kämpfe in China vier Millionen Dollar täglich, 1,5 Millionen Japaner waren auf das Festland gesandt worden, die Truppen hatten hohe Verluste, davon etwa bis dato 100.000 Gefallene.
Am späten Nachmittag des 2. Februar 1940 hielt Saitō eine Rede, in der er von der Regierung Aufklärung – über die hinlänglich bekannten Propagandaphrasen hinaus – forderte, wie diese den „China-Zwischenfall“ zu lösen gedenke. Dabei griff er den zurückgetretenen Konoe Fumimaro und dessen als unumstürzlich betrachteten „Proklamationen“ (1938; Konoe seimei) an. Er kritisierte Konoe, den er als von den Nazis inspiriert – und persönlich feig – betrachtete, sowie die hinter ihm stehenden „reformerischen“ (kaikaku) Intellektuellen mit ihren pan-asiatischen Ideen hinsichtlich der „Neuen Asiatischen Ordnung“ (Tō-A Shinchitsucho). Zwar gab es Zwischenrufe während der Rede wurde er vom Präsidium jedoch nicht verwarnt. Es antworteten der Premier und zwei weitere Minister – zusammen nicht länger als 10 Minuten – im Wesentlichen die kritisierten Phrasen wiederholend. Weder der Armee- noch der Marineminister schienen Einwände zu haben. Es kamen jedoch nach einiger Zeit schärfste Proteste von den Technokraten im Verbindungsstab Regierung-Armee (Rikugunshō no Seifu Iinshitsu). Als Saitō gegen 20 Uhr wieder in den Plenarsaal zurückkehrte, stimmte er zu, dass das Prasidium beliebige Teile seiner Rede aus dem offiziellen Bericht streichen könne; es waren dies dann die letzten beiden Drittel. Gleichzeitig wurde Zensur der Berichterstattung angeordnet. Da jedoch zwischen Rede und Anordnung mehrere Stunden vergangen waren, wurde über die Rede vollständig im Fukuoka nichinichi und in mehreren ausländischen Zeitungen berichtet. Es folgte nun eine Hetzkampagne der „fortschrittlichen“ (d. h. faschistischen) Kräfte gegen ihn, die ihn persönlich schwer belastete. Am 7. März 1940 wurde er für seine Kritik an Japans heiligem Krieg mit 296 gegen 7 Stimmen, bei 144 Enthaltungen seines Sitzes für verlustig erklärt.

### Ab 1942
Durch die Vorgänge hatte jedoch seine Popularität im Volk zugenommen. Bei der Wahl 1942 wurde er mit der größten Mehrheit, die er je erzielte, wieder in das Unterhaus gewählt.
Als einer der wenigen „sauberen“ Politiker konnte er 1945 politisch aktiv bleiben, war aber, wohl auch wegen seiner angegriffenen Gesundheit und seines Alters, keine bestimmende Figur. Im Unterhaus stellte er am 11. November 1946 in einer Rede die Frage nach der Kriegsverantwortung von Konoe Fumimaro. Er hatte sich der „progressiven Partei“ (Shimpo-tō) angeschlossen, die sich bald in Minshu-tō umbenannte. Für beide war er „oberster Berater“.
In den Kabinetten des konservativen Yoshida Shigeru und des Sozialisten Katayama Tetsu war er Staatsminister, zunächst noch als Minister ohne Geschäftsbereich, dann ab 28. Oktober 1946 als Vorsitzender der Verwaltungsuntersuchungsabteilung. Daher erscheint Saitōs Unterschrift mit auf der Verfassungsurkunde von 1947. Als das Kabinett Ashida Hitoshi gebildet wurde, dem er nicht mehr angehörte, trat er aus der Minshu-tō aus und ging zur Demokratisch-Liberalen Partei.
Er verstarb, von der Öffentlichkeit wenig beachtet, 80-jährig im Jahre 1949.

## Werke, Literatur und Quellen
- Earl Kinmonth: The Mouse that Roared: Saito Takao, Conservative Critic of Japan’s “Holy War” in China. Journal of Japanese Studies Vol. 25,2 (1999)
- Saitō Takao: Kaiko nanajū nen. Tokyo 1948, Neudruck: 1987 (Autobiographie)
- Daizō Kusayanagi: Saitō Takao. Tokyo 1981 (Biographie)

Auf Japanisch erschienen außerdem Teile seiner Tagebücher (Saitō Takao nikki), die nicht in den Bombenangriffen 1945 verbrannten, gesammelte Reden und Essays (1961), sowie ein Gedenkband (Izushi, 1955). Weiterhin verfasste er einige staatswissenschaftliche Werke.